# Трюґве Маґнус Гаавельмо
Трюґве Маґнус Гаавельмо (норв. Trygve Magnus Haavelmo; 13 грудня 1911, Скедсмо, Норвегія — 28 липня 1999, Осло, Норвегія) — норвезький економіст.
Лауреат Нобелівської премії з економіки 1989 «за формулювання теорієймовірнісних основ Економетрії».
Його іменем названа Теорема Гаавельмо, з якої слідує, що збільшення державних витрат, профінансоване за рахунок підвищення податків, не призводить до мультиплікативного пришвидшення економічного зростання через обмеження приватного попиту, а збільшує ВВП лише на величину цього збільшення.

## Біографія
По закінченні школи у 1930 році, продовжив навчання в Університеті Осло, де студіював економіку. На формування Гаавельмо як економіста, і зокрема на його спеціалізацію в галузі економічної статистики, значним чином вплинув Раґнар Фірш, який викладав у ті роки в університеті.
Після отримання у 1933 році диплома бакалавра за спеціальністю «Політична економія», Гаавельмо, на запрошення Р. Фірша, який тодіж-таки став директором щойноствореного Інституту Економіки при Університеті Осло, протягом п'яти років працював асистент-дослідником у цьому інституті.
1939 року як стипендіат фонду Рокфеллера, Гаавельмо поїхав до США, але через другу світову війну, що невдовзі почалася, його перебування у цій країні затягнулося на 7 років.
Протягом перших двох місяців Гаавельмо інтенсивно вивчав статистику в Каліфорнійському університеті під керівництвом всесвітньовідомого вченого Джона фон Неймана.
У квітні 1941 року Гаавельмо захистив у Гарвардському університеті дисертацію на тему: «Ймовірнісний підхід в економетриці» («The Probability Approach in Econometrics»), яка, хоче і не публікувалася до 1944 року, тим не менше одразу отримала високу оцінку тих, хто ознайомився з цією роботою. Дослідження, проведені Гаавельмо в дисертації, підготували ґрунт для проведення семінару з економетрики, який він організував разом з Джейкопом Маршаком у Нью-Йорку. Гаавельмо працював там у 1942–1944 роках як статистик у норвезькій Торговельній місії.
У 1945 році Гаавельмо стає торговим аташе посольства Норвегії у Вашингтоні. Протягом року (1946–1947) Гаавельмо працював у Комісії Коулза з економічних досліджень, ідеї його дисертації стали основою одного з центральних дослідницьких проектів. Сам Гаавельмо казав, що тоді йому пощастило працювати у науковому колективі разом з провідними економетриками, статистиками й математиками, в тому числі — з майбутніми Нобелівськими лауреатами Тьялінґом Кумпасом, Кеннетом Ерроу, Гербертом Саймоном, Лоуренсом Клейном.
У 1947 році Гаавельмо повернувся на батьківщину. Протягом року він працював керівником відділу міністерства торгівлі, промисловості і фінансів, а в 1948 році перейшов на викладацьку роботу в Університет Осло, де й залишався на посаді професора, аж до свого виходу на пенсію у 1979 році.

## Нагороди і відзнаки
Окрім Нобелівської премії Гаавельмо здобув також премії Фрітьофа Нансена за провідні дослідження (1970). Від 1944 року він був членом Економетричного товариства (в 1954–1958, 1961–1963, 1966–1970 — член його ради, в 1957 — президент). З 1946 року — член Інституту математичної статистики, з 1950 року — член Норвезької академії наук, почесний член Американської економічної асоціації (з 1975 року).

## Основні наукові праці
- The Method of Supplementary Confluent Relations, Illustrated by a Study of Stock PriceV // Econometrica. — 1938, July. — Vol. 6. — pp. 203–218.
- A Dynamic Study of Pig Production in Denmark (Kopenhavn, 1939).
- The inadequacy of Testing Dynamic Theory of Comparing Theoretical Solutions and Observed Cycies // Econcmetrica. — 1940, October, Vol. 8. N 4. — pp. 312–321.
- On the Theory and Measurement of Economic Relations. Cambridge, 1941, May.
- Statistical Implications of a System of Simultaneous Equations // Econometrica. — 1943a. — Voi. 11. N 1. — pp. 1–12.
- Statistical Testing of Business Cycles (1943, RES).
- Statistical Testing of Business Cycle Theories // Review of Economics and Statistics. — 1943b. — Vol. 25. N 1. — pp. 13–18.
- Tne Probability Approach in Econometrics // Econometrico Supplement. — Vol. 12. 1944, July.
- Statistical Analysis of the Demand for Food: Examples of Simultaneous Estimation of Structural Equations // Eccnometrica. 1947a. Vol. 15. N 2, pp. 79–110 (with MA Girshick);
- «Multiplier Effects of a Balanced Budget», 1945, Econometrica («Supplementary Notes», 1946).
- «Family Expenditures and the Marginal Propensity to Consume», 1947, Econometrica.
- «Methods of Measuring the Marginal Propensity to Consume», 1947, JASA.
- «Family Expenditures and the Marginal Propensity to Consume», 1947, Econometrica.
- «Quantitative Research in Agricultural Economics: The Interdependence Between Agriculture and the National Economy», 1947, J of Farm Econ.
- «The Notion of Involuntary Economic Decisions»,1949, EJ.
- «A Note on the Theory of Investment», 1950, RES.
- «The Concepts of Modern Theories of Inflation», 1951, Eknomisk Tidssk.
- A Study in the Theory of Economic Evolution. Amsterdam, 1954;
- «The Role of the Econometrician in the Advancement of Economic Theory», 1958, Econometrica.
- A Study in the Theory of Investment. Chicago, 1960;
- «Business Cycles II: Mathematical Models», 1968, IESS.
- Some Obesrvatons on Welfare and Economic Grov/th//lnduction, Growth and Trade. Essays in Honor of Sir Roy Harrod/Ed. by WA.EItis a. a. Oxford, 1970, pp. 65–75;
- «What Can Static Equilibrium models Tell Us?», 1974, Econ Inquiry.
- Variation on a Theme by Gossen, 1972 (Swedish).
- On the Dynamics of Global Economic Inequality. [Oslo, 1980].
- «Econometrics and the Welfare State», 1990, Les Prix Nobel de 1989.

Велика кількість робіт Гаавельмо опубліковані лише норвезькою мовою і майже невідомі за межами своєї країни.